# Patricia Urquiola
Patricia Urquiola, née en 1961 à Oviedo en Espagne, est une architecte et designer espagnole. Passionnée par l'architecture depuis son enfance. Elle se perçoit comme une designer milanaise, ayant choisi la métropole lombarde comme sa ville d’adoption. C’est à travers les subtils détails intégrés dans ses divers projets qu'elle rend hommage à ses origines asturiennes.

## Biographie

### Enfance
Fille au sein d'une fratrie de trois enfants, elle a su trouver sa place entre une sœur aînée mariée à un architecte et un frère cadet employé dans une banque. Son père, ingénieur basque, avait déménagé aux Asturies, tandis que sa mère était spécialiste en philosophie et philologie anglaise.

### Formation et Parcours académique
Pour son éducation dans les années 70, elle a fréquenté l'École des Ursulines d'Oviedo.
Afin de réaliser son rêve de devenir architecte, elle a dû quitter les Asturies pour Madrid, où elle intègre le Politecnico.
Après 3 ans à Madrid, elle part faire son pré-Erasmus à Milan. Elle choisit alors de s'orienter vers le design et étudie à l’École polytechnique de Milan où elle soutient sa thèse sous la direction d’Achille Castiglioni. Elle devient assistante de conférences d’Achille Castiglioni de 1990 à 1992. Elle enseigne à la même époque à l’ENSCI de Paris.
De 1990 à 1996, elle est responsable du développement chez De Padova, en collaboration avec Vico Magistretti. À partir de 1993, elle conçoit l’aménagement intérieur de showrooms, de restaurants et de boutiques, en France ou à l’étranger

### Parcours professionnel
En 1996, elle dirige le groupe de design associé Lissoni et travaille notamment pour Alessi, Antares-Flos, Artelano, Boffi, Cappellini, Cassina et Kartell. Parallèlement, elle poursuit son activité de designer indépendant et signe des produits pour B & B, Bosa, De Vecchi, Fasem, Liv’it, MDF, Molteni & C., Moroso et Tronconi[réf. nécessaire].
Patricia Urquiola fonde son propre studio en 2001 à Milan, qui met en premier au point le fauteuil Outdoor "Husk" à partir de matériaux recyclés, dont les éléments peuvent être entièrement démontés pour en faciliter le recyclage .
Elle a été impliquée dans plusieurs projets de design, de décoration et d'architecture. Plusieurs de ses œuvres font partie des collections du MoMA.
En 2008, elle est élue créatrice de l’année 2008 à l’occasion du salon français « Now ! Design à vivre »,. En 2010, elle reçoit la Médaille d'or du mérite des beaux-arts par le Ministère de l'Éducation, de la Culture et des Sports. Patricia Urquiola a dévoilé pour la première fois un design de salle de bains émotionnel avec AXOR WaterDream. Depuis, elle collabore en tant que partenaire de conception, et leur collection de salle de bains a été lancée en 2008.

#### Écologie
Patricia Urquiola est connue pour le fait de créer des objets et des espaces architecturaux, mais aussi pour son intérêt particulier porté à l’écologie. Elle a d’ailleurs créé un tissu, le Kvadrat, fabriqué entièrement en déchets plastiques issus de la mer, afin de réduire ses effets polluants. Aussi le Le Sengu Sofa pour Cassina est doté d'un rembourrage entièrement fabriqué en PET, provenant de bouteilles et de déchets plastiques récupérés dans les océans 

## Réalisations marquantes
- Canapé Lowland (2000) pour Moroso[15]
- Fauteuil Fjord (2002), Moroso[9],[15],[4],
- Lampe Caboche (2005), Foscarini[16],
- Tables Damasco  (2005), Artelano (présenté au salon international du meuble de Milan en 2005)[17],
- Chaise longue Antibodi (2006), Moroso[17],
- Table basse T-table (2006), Kartell
- Chaise Frilly (2008), Kartell

## Réalisations marquantes dans le design d’objets
Cette section ne s'appuie pas, ou pas assez, sur des sources secondaires ou tertiaires indépendantes du sujet. Le texte peut contenir des analyses inexactes ou inédites de sources primaires.
Pour l'améliorer, ajoutez-en, ou placez des modèles {{Source secondaire souhaitée}} ou {{Source secondaire nécessaire}} sur les passages mal sourcés. (octobre 2024)
- Husk chair, B&B Italia, (2011)[18],[19]Conçue par B&B Italia, cette chaise de la collection Husk s’intègre parfaitement dans les intérieurs domestiques. Son design repose sur un plateau circulaire en métal, légèrement posé sur un support solide en aluminium moulé. Disponible en blanc ou en noir, le plateau peut également afficher une finition cuivrée, rendant hommage à un matériau traditionnel.
- Fondamenta and Zattere, Cimento, (2022).[18],[20]Pour sa première collaboration avec Cimento®, Patricia Urquiola a interprété leur innovation à travers une collection de meubles, incluant les tables d’appoint Fondamenta et les tabourets Zattere. Elle explore des formes géométriques fondamentales pour mettre en valeur la matière, qui est au cœur du projet.
- Gogan Sofa, Moroso, (2019)[18],[21]Le canapé Gogan de Moroso s’inspire des traditions japonaises, son nom évoquant des pierres plates sculptées par les éléments naturels, qui embellissent et protègent les rives des rivières et des lacs. Bien qu’elles soient solides, ces pierres sont suffisamment lisses pour s’empiler. À l’image de sculptures où des rochers soigneusement agencés créent un équilibre, la conception du Gogan maintient harmonieusement ses éléments. Par un agencement ludique avec la gravité, la silhouette habituellement massive d’un canapé apparaît légère.
- Chaise Altay, coédition (2018).[18],[22] La collection Altay de Coedition comprend un fauteuil, un canapé et des tables d’appoint aux lignes épurées et géométriques. Elle se distingue par des formes affirmées, alliant tradition et modernité. La structure est en hêtre massif, disponible en finition vernis naturel ou noir brillant. Les assises sont habillées de matériaux nobles à la texture simple mais élégante, comme la peau de chèvre mongole (noire ou blanche) et le cuir pleine fleur noir.

## Réalisations marquantes dans l’architecture
Cette section ne s'appuie pas, ou pas assez, sur des sources secondaires ou tertiaires indépendantes du sujet. Le texte peut contenir des analyses inexactes ou inédites de sources primaires.
Pour l'améliorer, ajoutez-en, ou placez des modèles {{Source secondaire souhaitée}} ou {{Source secondaire nécessaire}} sur les passages mal sourcés. (octobre 2024)
- Casa Perbellini (2023)[18],[23].Le nouveau restaurant « I Dodici Apostoli » du chef Perbellini à Vérone propose une expérience immersive dans son univers. Avec un design chaleureux et accueillant, signé Patricia Urquiola, il préserve l’architecture existante tout en intégrant des tons de terre cuite et de bois. La conception s’inspire des espaces historiques du restaurant, où l’histoire est toujours présente.
- Casa Santoni , Milan (2024).[24] La maison milanaise de Santoni, située au premier étage d’un élégant immeuble près du jardin botanique, s’étend sur 400 mètres carrés. Elle est organisée en zones publiques et privées, répondant aux besoins d’une vie familiale tout en servant d’espace pour des relations publiques. Patricia Urquiola met l’accent sur la zone publique, préservant l’agencement des salons du XIXe siècle tout en intégrant des éléments modernes, notamment un usage audacieux du marbre. La lumière naturelle joue un rôle essentiel, enrichissant la perception de l’espace.
- Il Sereno, torno, Lakes como (2016)[18],[25] L’hôtel Il Sereno est situé sur les rives du lac de Côme, en Italie, sur une ancienne darse historique appartenant à l’État. Composé de 30 suites, il s’intègre harmonieusement à son environnement, entouré par les eaux étincelantes du lac, la nature spectaculaire des Alpes italiennes et le village voisin de Torno. L’hôtel offre une réinterprétation contemporaine du rationalisme de la Casa del Fascio de Giuseppe Terragni. Les matériaux utilisés sont naturels et majoritairement locaux, avec de la Pietra di Fossena pour le dallage et du Ceppo Lombardo pour la façade et certains intérieurs.